# Nata per danzare
Nata per danzare (Born to Dance) è un film del 1936 diretto da Roy Del Ruth e interpretato da Eleanor Powell.

## Trama
Una ragazza, innamorata di un marine, sogna di danzare e ne fa la sua carriera. Il fidanzato non è d'accordo ma dovrà ricredersi. La ragazza sostituirà la prima ballerina di uno spettacolo che se ne era andata e avrà un incredibile successo. Alla fine arriverà anche il matrimonio.

## Produzione
Il film fu prodotto dalla Metro-Goldwyn-Mayer (MGM) (presents) (controlled by Loew's Incorporated). Le riprese durarono dal 7 luglio al 4 novembre 1936.
James Stewart venne ingaggiato nel film per ballare e cantare (non era ballerino e non era propriamente intonato). Il film può essere l'unico nel quale Stewart ha cantato una canzone completa.
Il set della nave su cui si svolge il balletto Swinging' the Jinx Away venne usato di nuovo nel 1943 per il musical Il signore in marsina diretto da Vincente Minnelli.

### Canzoni
- Rolling Home - parole e musica di Cole Porter
- Rap-Tap on Wood -  parole e musica di Cole Porter
- Hey, Babe, Hey - parole e musica di Cole Porter
- Entrance of Miss Lucy James - parole e musica di Cole Porter
- Love Me, Love My Pekinese - parole e musica di Cole Porter
- Easy to Love -  parole e musica di Cole Porter
- I've Got You Under My Skin -  parole e musica di Cole Porter
- Swingin' the Jinx Away -  parole e musica di Cole Porter

## Distribuzione
Il copyright del film, richiesto dalla Metro-Goldwyn-Mayer Corp., fu registrato il 23 novembre 1936 con il numero LP6792.
Distribuito dalla Metro-Goldwyn-Mayer (MGM), il film uscì nelle sale statunitensi il 27 novembre 1936.

## Premi e riconoscimenti
- I've Got You Under My Skin di Cole Porter fu candidata agli Oscar per la miglior canzone.
- Dave Gould fu candidato all'Oscar alla migliore coreografia per il balletto Swingin' the Jinx.